# Yuchoulepis
 (novembre 2021).
Genre
Yuchoulepis est un genre fossile de poissons osseux qui vivaient lors du Jurassique. Leurs restes fossiles ont été mis au jour dans le Sichuan, en Chine. Son espèce type est Yuchoulepis szechuanensis.

## Liste d'espèces
- † Yuchoulepis gansuensis
- † Yuchoulepis szechuanensis − espèce type

## Publication originale
- (zh) Su Te-tsao, « [Nouveaux poissons ptycholépides du Jurassique du Sichuan, S-O. Chine] », Vertebrata PalAsiatica, Chine, vol. 12, no 1,‎ janvier 1974, p. 1–15 (ISSN 1000-3118, lire en ligne).